# Earth Moving
Earth Moving è un album in studio del musicista britannico Mike Oldfield, pubblicato nel 1989.

## Descrizione
Nel disco compaiono ben 11 cantanti diversi fra i quali Maggie Reilly, Adrian Belew e la stessa moglie di Oldfield, la cantante norvegese Anita Hegerland, che canta il brano Innocent ispirato dalla loro figlia Greta.
La musica del disco è suonata principalmente da strumenti elettronici come per esempio il sintetizzatore che è stato usato in modo molto massiccio nell'album.
È il primo album di Oldfield senza un brano strumentale, essendo ogni traccia cantata in stile pop e rock.
La traccia finale, nonostante sembri un pezzo molto lungo, dalla durata di circa 9 minuti, si compone invece di due brevi canzoni senza nessun collegamento fra di loro, unite in un'unica traccia, con una pausa evidente nel mezzo.
Secondo Oldfield, l'album è stato realizzato con la piena comprensione della sua casa discografica, la Virgin Records, che gli chiese di creare materiale musicale più commerciale rispetto ai suoi album precedenti.

## Tracce
1. Holy – 4:37
2. Hostage – 4:09
3. Far Country – 4:25
4. Innocent – 3:30
5. Runaway Son – 4:05
6. See the Light – 3:59
7. Earth Moving – 4:03
8. Blue Night – 3:47
9. Nothing But / Bridge to Paradise – 8:40

## Musicisti
- Mike Oldfield – chitarra e tastiere elettroniche
- Max Bacon – voce ("Hostage", "Bridge to Paradise")
- Adrian Belew – voce ("Holy"), chitarra ("Far Country")
- Nikki "B" Bentley – voce ("Earth Moving")
- Anita Hegerland – voce ("Innocent")
- Carol Kenyon – voce ("Nothing But")
- Raphael Ravenscroft – sassofono
- Maggie Reilly – voce ("Blue Night")
- Phil Spalding – basso elettrico, cori ("Bridge to Paradise", "See the Light", "Holy")
- Chris Thompson – voce ("Runaway Son", "See the Light")
- Carl Wayne – cori ("Earth Moving")
- Mark Williamson – voce ("Far Country")